# 土井利位
土井利位（日语：／ Doi Toshitsura，1789年6月15日—1848年7月31日），日本江戶時代末期大名，下總古河藩第4代藩主、江戶幕府老中首座。由于爱好研究雪花，因此被称为“雪花大人”（日語：雪の殿様）。 

## 生平
土井利位于宽政元年（1789年）5月22日出生，是三河刈谷藩主土井利德的第四子。由于本家古河藩主土井利厚的亲生儿子早夭，因此在文化10年（1813年）3月18日，利位被过继为养子。同年闰11月15日谒见将军德川家齐，同年12月16日任从五位下的主膳正。文政5年（1822年）8月23日养父去世，利位继任家督，担任大炊頭。
文政6年（1823年）5月29日任奏者番，两年后的5月24日兼任寺社奉行。文政11年（1828年）12月16日辞任寺社奉行，两年后的11月8日再次兼任。天保5年（1834年）4月11日成为大坂城代，晋升为从四位下，其间参与镇压大鹽平八郎的武装暴动。因镇压暴动的功绩，天保8年（1837年）5月16日升任京都所司代，不久后就任侍從。天保9年（1838年）4月11日被任命为西丸老中，次年12月6日成为本丸老中。
藩政上，天保2年（1831年）利位任命兰学者鷹見泉石为家老，施行藩政改革。
天保12年（1841年）1月将军德川家齐去世。同年5月，新将军德川家慶和老中首座水野忠邦发起天保改革。一开始利位支持水野的改革，但天保14年（1843年）水野发布了土地没收的政令上知令，利位坚决反对，成为反水野派的中心人物。天保改革失败，水野忠邦被罢免后，利位被任命为老中首座，致力于重建幕府财政。他延续了水野时代的俭约政策，在担任职位的10个月内，幕府的财政一时好转。
天保15年（1844年），江户城本丸发生火灾，利位因收取了大名的重建费用，引起将军德川家慶的不快。6月21日家庆以与荷兰的纠纷为理由，再次任命水野忠邦为老中首座。同年10月12日利位辞任老中。
嘉永元年（1848年）4月25日将家督之位让与养子利亨，开始隐居，改任織部正。同年7月2日去世，享年60岁。

## 自然研究

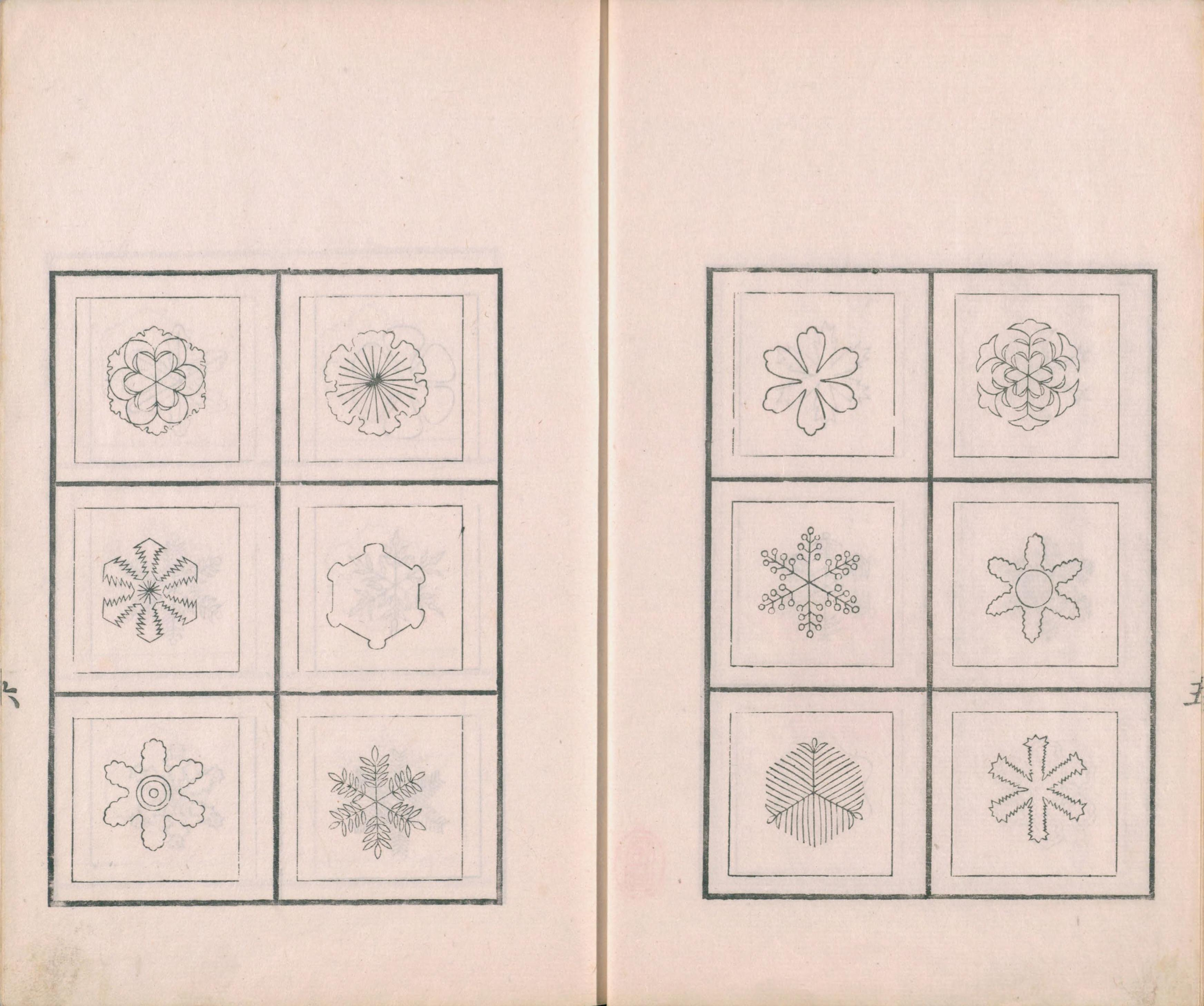
土井利位《雪华图说》中描绘的雪花形状

土井利位是日本最早用显微镜观察雪的人物。在兰学者、家老鷹見泉石的帮助下，利位观察雪的结晶长达20年，出版了两本相关的书籍《雪华图说》《续雪华图说》，前者包括14条雪的功能和86种雪的结晶图，后者包括97种雪的结晶图:15，16。在这之后雪花纹样开始在日本流行起来，民众称他为“雪花大人”。日语中，雪花纹样的别称“大炊模様”即来自利位的官名“大炊頭”。
鷹見泉石在書的序言中這樣評價：“主公好學，万般事物，必窮格其理。事務之暇，下雪之时常審視之，至今春，幾二十年。謹按西洋人瑪兒低涅多著《格致問答》，檢視五百余種。東西雖遠万里，好尚既同，物理無異。”其中瑪兒低涅多指的是荷兰科学家扬·弗洛里斯·马丁内特，《格致問答》指其作品《Katechismus der Natuur》。可见利位对兰学和自然研究的热衷。
《雪华图说》本文记载的观察法大致为：:17
1. 在降雪前的夜晚，把黑布置于屋外，使其冷却。
2. 降雪中，令雪花落在黑布上。
3. 小心地用镊子拾取雪花，放入黑漆器中。
4. 用“兰镜”（从荷兰传入日本的显微镜）观察。

为使雪花不至融化，须在-10℃至-15℃的气温下观察。
《雪华图说》中绘制的多数图案多数与现代显微镜观察的结果相一致，但也有目前的實驗無法重複，難以斷言是否是訛誤的旋转型雪花。中谷宇吉郎认为其“长年累月的忠实观测，实在是辛苦的工作。”有研究者认为一些形状较为其特的图形的产生是由于土井主观上受到了家纹图样的影响:363-368。

## 著书
- 《雪华图说（日语：雪華図説）》，天保3年（1832年）刊行
- 《续雪华图说》，天保11年（1840年）刊行

## 流行文化

### 小说
- 西條奈加（日语：西條奈加）《六花落落》（六花落々），祥传社，2014年，ISBN 4396634536

### 漫画
- 鷹井伶 《雪花大人》（雪の殿様），白泉社，2015年，ISBN 4592831284

### 電影
- 十三刺客（1963年，丹波哲郎饰演）
- 十三刺客（2010年，平幹二朗（日语：平幹二朗）饰演）

### 电视剧
- 遠山的金先生捕物帳（日语：遠山の金さん捕物帳）（1970年—1973年，河上一夫饰演、永野達雄代演）
- 十三刺客（1990年，丹波哲郎饰演）